# Saint-Jean-de-Luz
Saint-Jean-de-Luz (baskiska Donibane Lohizune, spanska San Juan de Luz) är en kommun i departementet Pyrénées-Atlantiques i regionen Nouvelle-Aquitaine i sydvästra Frankrike. Kommunen ligger i kantonen Saint-Jean-de-Luz som tillhör arrondissementet Bayonne. År 2022 hade Saint-Jean-de-Luz 14 690 invånare. Saint-Jean-de-Luz ligger vid kusten i den historiska baskiska provinsen Lapurdi.

## Befolkningsutveckling
Antalet invånare i kommunen Saint-Jean-de-Luz
| Referens: INSEE |